# Sabal mauritiiformis
Sabal mauritiiformis là loài thực vật có hoa thuộc họ Arecaceae. Loài này được (H.Karst.) Griseb. & H.Wendl. miêu tả khoa học đầu tiên năm 1864.

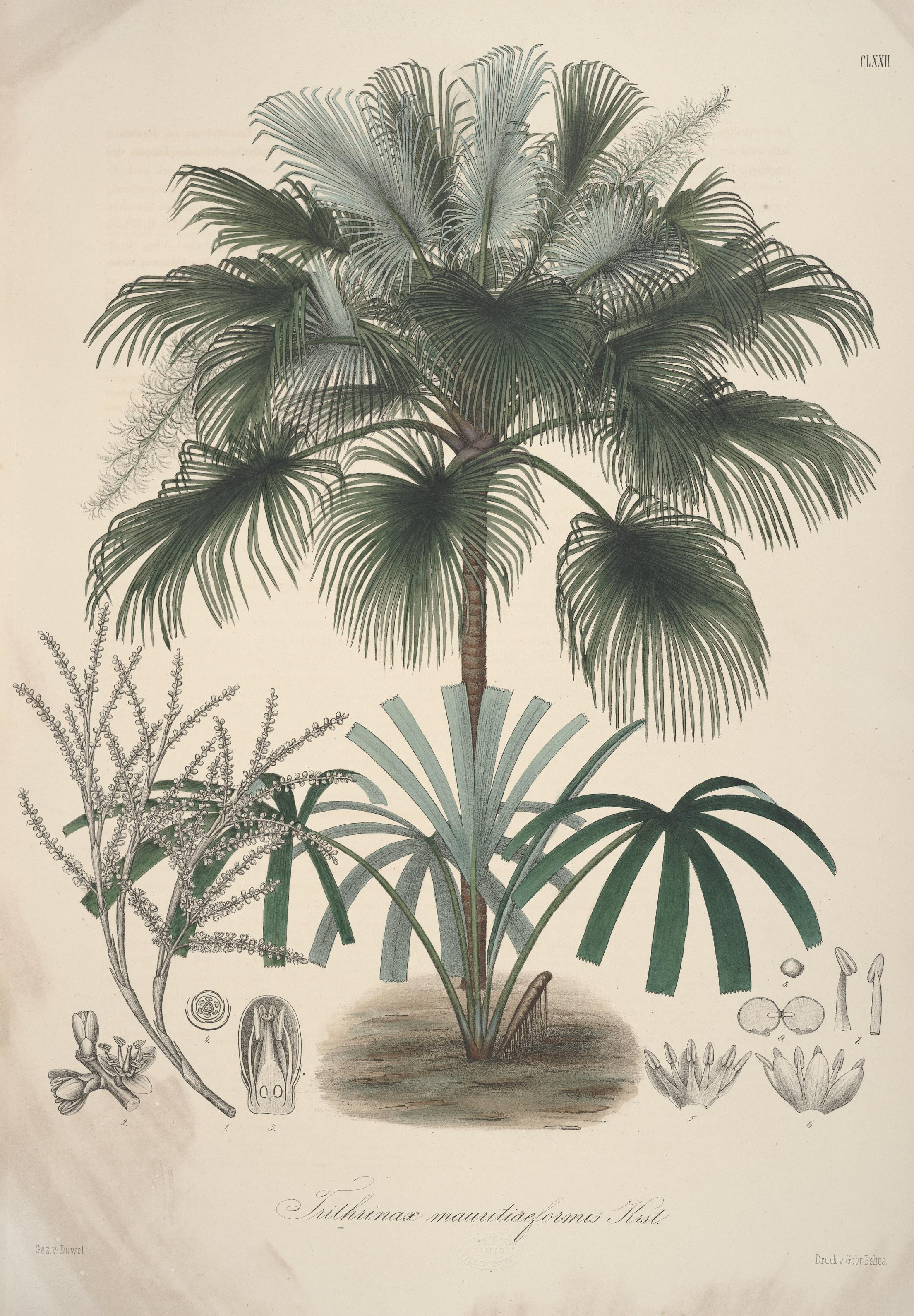
Pl. CLXXII Florae Columbiae.